# Hypodematium glanduloso-pilosum
Hypodematium glanduloso-pilosum är en ormbunkeart som först beskrevs av Tag., och fick sitt nu gällande namn av Jisaburo Ohwi. Hypodematium glanduloso-pilosum ingår i släktet Hypodematium och familjen Hypodematiaceae. Inga underarter finns listade.